# Club Atlético Monterrico San Vicente
El Club Atlético Monterrico San Vicente es un club de fútbol argentino ubicado en Monterrico, en la Provincia de Jujuy. Fue fundado el 10 de abril de 1968 con el nombre de Club Social y Deportivo San Vicente. Su estadio es el Antonio Manuel Berruezo y tiene una capacidad de 4.000 personas y actualmente juega en la Liga Departamental del Fútbol de El Carmen.

## Historia
El club fue fundado el 27 de junio de 1967 por un grupo de deportistas bajo el nombre Club San Vicente.
Su primera incursión en el Torneo Argentino B, en la temporada 2012/2013, fue bajo la conducción técnica de Atilio Ferrufino. Los resultados no fueron los esperados y arribó a la institución "tabacalera" Marcelo Herrera. El equipo logra sumar puntos vitales en su lucha por no descender. En diciembre de 2012 Herrera renuncia a su puesto para integrar el grupo de trabajo de Carlos Bianchi en Boca Juniors. A los pocos días Mario Humberto Lobo fue elegido como nuevo entrenador del club quien continuo en la buena senda deportiva de su antecesor, logrando conservar la categoría y quedar muy cerca de la clasificación a la siguiente fase.
El Torneo Argentino B 2013-14 empezó de manera muy auspiciosa. Incluso el equipo llegó a ubicarse como puntero de la Zona 1, pero luego de perder el invicto en el campeonato, Mario Lobo dimitió en su cargo. Iniciando el 2014 el equipo transita la mitad de tabla, aunque logró conservar su plaza en la divisional de cara a la temporada balompédica entrante. Fue técnico los primeros 3 partidos Gastón Gonzalez y actualmente comanda el equipo el "Chato" Rosas.
En el Torneo Federal B 2014 comenzó una buena campaña en la zona 11 estaba escolta junto con Talleres terminó el segundo puesto en la zona 11.
En la Temporada 2015 se hace cargo el exjugador de Gimnasia y Esgrima de Jujuy Esteban Gil, participando en la Edición 2015 del Torneo Federal "B".
En 2020 y 2021 clasifica al Torneo Federal Regional Amateur, quedando eliminado en ambas ediciones en Primera Fase.

## Jugadores y cuerpo técnico

### Altas
| Jugador      | Posición | Procedencia  | Tipo   |
| ------------ | -------- | ------------ | ------ |
| Bandera de ? |          | Bandera de ? | Cesión |
| Bandera de ? |          | Bandera de ? | Cesión |

### Bajas

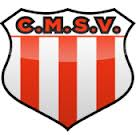
El escudo del Monterrico San Vicente

| Jugador      | Posición | Destino      | Tipo   |
| ------------ | -------- | ------------ | ------ |
| Bandera de ? |          | Bandera de ? | Cesión |
| Bandera de ? |          | Bandera de ? | Cesión |

### Temporadas en Torneos Locales
| Ligas Nacionales | Ligas Nacionales | Ligas Nacionales    | Ligas Nacionales | Ligas Nacionales | Ligas Nacionales | Ligas Nacionales | Ligas Nacionales | Ligas Nacionales | Ligas Nacionales | Ligas Nacionales | Ligas Nacionales       |
| Temporada        | Temporada        | Categoría           | Resultados       | Resultados       | Resultados       | Resultados       | Resultados       | Resultados       | Resultados       | Resultados       | Posición Final         |
| Temporada        | Temporada        | Categoría           | Pts              | J                | G                | E                | P                | GF               | GC               | Dif              | Posición Final         |
| ---------------- | ---------------- | ------------------- | ---------------- | ---------------- | ---------------- | ---------------- | ---------------- | ---------------- | ---------------- | ---------------- | ---------------------- |
| 2005             | 2005             | Torneo del Interior |                  |                  |                  |                  |                  |                  |                  |                  |                        |
| 2006             | 2006             | Torneo del Interior |                  |                  |                  |                  |                  |                  |                  |                  |                        |
| 2007             | 2007             | Torneo del Interior |                  |                  |                  |                  |                  |                  |                  |                  |                        |
| 2008             | 2008             | Torneo del Interior |                  |                  |                  |                  |                  |                  |                  |                  |                        |
| 2009             | 2009             | Torneo del Interior |                  |                  |                  |                  |                  |                  |                  |                  |                        |
| 2010             | 2010             | Torneo del Interior |                  |                  |                  |                  |                  |                  |                  |                  |                        |
| 2011             | 2011             | Torneo del Interior |                  |                  |                  |                  |                  |                  |                  |                  |                        |
| 2012             | 2012             | Toreo del Interior  | 19               | 9                | 5                | 4                | 1                | 17               | 7                | +10              | Dieciseisavos de Final |
| 2012/13          | 2012/13          | Argentino B         | 36               | 26               | 9                | 9                | 8                | 30               | 33               | -3               | 6° en la Zona 1        |
| 2013/14          | 2013/14          | Argentino B         | 34               | 16               | 7                | 6                | 3                | 16               | 19               | -3               | 6° en la Zona 1        |
| 2014             | 2014             | Federal B           |                  |                  |                  |                  |                  |                  |                  |                  |                        |

## Datos del Club
- Temporada en Primera:0
- Temporadas en Primera B Nacional: 0
- Temporadas en Argentino A: 0
- Temporadas en Argentino B: 2
- Temporadas en el TDI: 16
- Temporadas en Liga Departamental: 23
- Mejor puesto en la liga (2 veces) en: 4°- 2012/13
- Peor puesto en la liga (1 vez) en: 16°- 2010
- Goleadores Históricos: Fraco Carbonero desde el 1999 hasta 2005 con 168 goles.
- Jugadores con más partidos: Bruno Emiliano Sánchez con 176 partidos.

## Palmarés

### Torneos provinciales oficiales (1)
| Torneos locales oficiales            | Torneos locales oficiales | Torneos locales oficiales |
| Competición                          | Títulos                   | Subcampeonatos            |
| ------------------------------------ | ------------------------- | ------------------------- |
| Liga Departamental del El Carmen (1) | 2018.                     |                           |

## Página oficial
- Club Monterrico.com